# Tybrind Vig
Tybrind Vig er en vestfynsk vig ud mod Lillebælt mellem Middelfart og Assens, i Middelfart Kommune. Mod nord afgrænses den af havøen Ålehoved, og med syd Wedellsborg Hoved, hvor herregården Wedellsborg ligger. I bunden af vigen ligger vådområdet Flægen, hvor Hygind Bæk løber ud. Vigen har navn efter avlsgården Tybrind.

## Historie
Historisk er den kendt fra Slaget ved Tybrind Vig, der var et af de afgørende slag i Første Karl Gustav-krig, hvor svenskerne 30. januar 1658 gik i land efter at være gået over isen fra Jylland.
Under udgravninger af en undersøisk stenalderboplads fra Ertebøllekulturen (5400–3900 f.Kr.) i Tybrind Vig, blev der fundet tre stammebåde af lindetræ samt pagajerne af asketræ. Der er tale om den største undervandsudgravning i Nordeuropa, og fundene er udstillet på Moesgaard Museum Fundstedet er dateret til mellem 5600 og 4000f.Kr.

## Natur
Tybrind Vig er en del af Naturpark Lillebælt, og Natura 2000-område nr. 112 Lillebælt der både er habitat- og ramsarområde.